# Nabafita
La nabafita és un mineral de la classe dels fosfats. Rep el nom de la seva composició química: sodi (Na), bari i fosfat.

## Característiques
La nabafita és un fosfat de fórmula química NaBaPO₄·9H₂O. Cristal·litza en el sistema isomètric. La seva duresa a l'escala de Mohs és 2.
Segons la classificació de Nickel-Strunz, la nabafita pertany a «02.CJ: Fosfats sense anions addicionals, amb H₂O, només amb cations de mida gran» juntament amb els següents minerals: estercorita, mundrabil·laïta, swaknoïta, nastrofita, haidingerita, vladimirita, ferrarisita, machatschkiïta, faunouxita, rauenthalita, brockita, grayita, rabdofana-(Ce), rabdofana-(La), rabdofana-(Nd), tristramita, smirnovskita, ardealita, brushita, churchita-(Y), farmacolita, churchita-(Nd), mcnearita, dorfmanita, sincosita, bariosincosita, catalanoïta, guerinita i ningyoïta.

## Formació i jaciments
Va ser descoberta al mont Iukspor, que es troba al massís de Khibini, dins l'óblast de Múrmansk (Districte Federal del Nord-oest, Rússia). Es tracta de l'únic indret de tot el planeta on ha estat descrita aquesta espècie mineral.